# Joan III d'Alençon
Joan III d'Alençon dit «el Savi» a vegades apareix com a Joan I, per ser el primer d'aquest nom que fou duc, (1385 - Azincourt, 1415) fou comte, després duc d'Alençon, comte de Perche i baró de Sainte Suzanne, fill de Pere II d'Alençon i de Maria Chamaillard. Va ser el primer de la nissaga a portar el títol de duc.

## Biografia
Va succeir jove al seu pare i va viure en un període de confusió, enmig de les faccions que dividien el cercle de Carles VI de França el Boig. Va sostenir Lluís I d'Orleans i va destrossar les terres de partidaris dels borgonyons al Vermandois, després va participar en les preses de Saint-Denis i Saint-Cloud. Carles VI, mentre que assetjava als ducs de Berry i de Borbó a Bourges, va enviar Lluís d'Anjou contra Joan d'Alençon, que va haver de fer la seva submissió al rei, i el va acompanyar als setges de Compiègne, Noyon, Soissons, Bapaume i Arràs. El rei el va armar cavaller davant Bapaume i va erigir Alençon en ducat-paria el 1414.
Enric V d'Anglaterra va envair França, i la trobada dels dos exèrcits es va fer a la batalla d'Azincourt. En el moment d'aquest gran combat, Joan d'Alençon, que va dirigir l'exèrcit francès, va mostrar la mateixa temeritat que el seu avantpassat a Crécy; es diu que abans de morir va matar a Eduard duc de York, va ferir a Humphrey duc de Gloucester, i va tallar un ornament de la corona d'Enric V d'Anglaterra, però finalment fou superat per la guàrdia reial anglesa i quan s'anava rendir va ser mort pel noble gal·lès Dafydd Gam.

## Matrimoni i fills
Es va casar el 26 de juny de 1396 amb Maria de Bretanya (1391 - 1446) filla de Joan duc de Bretanya i de Joana de Navarra, i va tenir:
- Pere (1407 -1408), comte de Perche
- Joan II (1409 -1476), duc d'Alençon i comte de Perche
- Maria (1410 -1412)
- Joana (1412 -1420)
- Carlota (1413 -1435)

Va tenir també fills il·legítims:
- Pere (mort el 1424), bastard d'Alençon, senyor de Gallandon
- Margarida, bastarde d'Alençon, casada amb Joan de Saint-Aubin, senyor de Preaux